# الكصير
الكصير أو القصير منطقة عراقية في شمال ناحية بصية في قضاء السلمان في محافظة المثنى في خط العيون في صحراء الدبدبة بالبادية العراقية بجنوب العراق،، فيها حسيان غزيرة عذبة،  وفيها قصر قديم اسمه قلعة القصير الأثرية، ومخفر شرطة القصير، ويبدأ مِن أرجائها وادي الكصير، والكصير من موارد فرقة الذرعان من قبيلة الظفير.
| مدينة السماوة | 110 شمال الغرب |
| بصية          | 75 جنوب الشرق  |
| نبعة          | 30 جنوب الشرق  |